# Associazione Calcio Brescia 1937-1938

La formazione del 1937-1938

Questa pagina raccoglie i dati riguardanti l'Associazione Calcio Brescia nelle competizioni ufficiali della stagione 1937-1938

## Stagione
Nel campionato di Serie B 1937-1938 il Brescia si è piazzato al quattordicesimo posto con 21 retrocedendo in Serie C per la prima volta nella sua storia.
In Coppa Italia la squadra supera tre turni eliminando in sequenza Biellese (4-0 fuori casa), Lazio (1-0 a Roma) e Genova 1893 (3-1 in casa dopo i tempi supplementari). Si arrende poi al Torino nei quarti di finale (2-6 il risultato finale).

## Rosa
| N. |                   | Ruolo | Calciatore          |
| -- | ----------------- | ----- | ------------------- |
|    | Italia (bandiera) | P     | Bonifacio Smerzi    |
|    | Italia (bandiera) | P     | Guerino Magri       |
|    | Italia (bandiera) | P     | Giuseppe Romano     |
|    | Italia (bandiera) | D     | Mario Cingano       |
|    | Italia (bandiera) | D     | Carlo Albini        |
|    | Italia (bandiera) | D     | Mario Bergamaschi   |
|    | Italia (bandiera) | D     | Angelo Tosi         |
|    | Italia (bandiera) | D     | Sergio Montipò      |
|    | Italia (bandiera) | D     | Riccardo Bonometti  |
|    | Italia (bandiera) | D     | Nello Filippelli    |
|    | Italia (bandiera) | D     | Luciano Barbareschi |
|    | Italia (bandiera) | C     | Giovanni Gasparini  |
|    | Italia (bandiera) | C     | Zafferini           |

| N. |                   | Ruolo | Calciatore        |
| -- | ----------------- | ----- | ----------------- |
|    | Italia (bandiera) | C     | Bruno Palma       |
|    | Italia (bandiera) | C     | Aldo Dusi         |
|    | Italia (bandiera) | C     | Gino Cavagnini    |
|    | Italia (bandiera) | C     | Vincenzo Chiodi   |
|    | Italia (bandiera) | C     | Berardo Frisoni   |
|    | Italia (bandiera) | C     | Renato Cervati    |
|    | Italia (bandiera) | A     | Erminio Reggiani  |
|    | Italia (bandiera) | A     | Giuseppe Zuccotti |
|    | Italia (bandiera) | A     | Eriberto Raffaini |
|    | Italia (bandiera) | A     | Giovanni Zorza    |
|    | Italia (bandiera) | A     | Vittorio Rovelli  |
|    | Italia (bandiera) | A     | Giovanni Correnti |

## Risultati

### Serie B

#### Girone di andata
| Arbitro: | Zelocchi (Modena) |

|                        |           |               |
| Corbelli 2’ Varoli 60’ | Marcatori | 61’ Cavagnini |

| Arbitro: | Salvagno (Trieste) |

|  |           |                |
|  | Marcatori | 31’, 60’ Torri |

| Arbitro: | Dellarole (Roma) |

|             |           |  |
| Cavazza 49’ | Marcatori |  |

| Arbitro: | Mastellari (Bologna) |

|          |           |                   |
| Dusi 42’ | Marcatori | 73’, 76’ Torti II |

| Arbitro: | Magrini (Perugia) |

|           |           |  |
| Pavan 35’ | Marcatori |  |

Il Brescia riposa il 17 ottobre 1937, 6ª giornata di andata.
| Arbitro: | Pizziolo (Firenze) |

|              |           |              |
| Zuccotti 85’ | Marcatori | 72’ Di Falco |

| Arbitro: | Giannelli (Genova) |

|                                 |           |  |
| Palma 4’, 74’, 85’ Raffaini 41’ | Marcatori |  |

| Arbitro: | Tiberio (Gorizia) |

|                |           |             |
| Brossi 3’, 26’ | Marcatori | 83’ Rovelli |

| Arbitro: | Marini (Verona) |

|  |           |                 |
|  | Marcatori | 9’, 88’ Imberti |

| Cremona 28 novembre 1937 11ª giornata | Cremonese        | 0 – 0 | Brescia | Polisportivo Roberto Farinacci\| Arbitro: \| Moretti (Genova) \| |
| Arbitro:                              | Moretti (Genova) |       |         |                                                                  |

| Arbitro: | Ceccherini (Como) |

|  |           |                          |
|  | Marcatori | 6’ Bianchi I 43’ Dalfini |

| Arbitro: | Dellarole (Roma) |

|             |           |  |
| Bertoni 53’ | Marcatori |  |

| Arbitro: | De Benedictis (Padova) |

|                              |           |                                  |
| Raffaini 3’ Palma 74’ (rig.) | Marcatori | 24’ Sentimenti III 46’ Carnevali |

| Arbitro: | Mastellari (Bologna) |

|          |           |  |
| Vale 67’ | Marcatori |  |

| Arbitro: | Ghetti (Modena) |

|                        |           |              |
| Uneddu 14’ Alghisi 77’ | Marcatori | 33’ Raffaini |

| Arbitro: | Carminati (Milano) |

|                   |           |             |
| Correnti 10’, 44’ | Marcatori | 59’ Zuliani |

#### Girone di ritorno
| Arbitro: | Dellarole (Roma) |

|           |           |  |
| Palma 11’ | Marcatori |  |

| Arbitro: | Marsciani (Modena) |

|                         |           |  |
| Versaldi 46’ Romano 71’ | Marcatori |  |

| Arbitro: | Limido (Milano) |

|                                    |           |                               |
| Raffaini 7’ Correnti 20’ Zorza 38’ | Marcatori | 14’ Torelli 81’ (rig.) Muroni |

| Arbitro: | Tagliapietra (Padova) |

|                                        |           |            |
| Parodi 34’ Celoria 44’, 76’ Coscia 47’ | Marcatori | 35’ Albini |

| Arbitro: | Fois (Roma) |

|  |           |                      |
|  | Marcatori | 26’ Petron 87’ Orzan |

Il Brescia riposa il 6 marzo 1938, 23ª giornata, 6ª giornata di ritorno.
| Arbitro: | Biancone (Roma) |

|             |           |              |
| Tortora 32’ | Marcatori | 28’ Raffaini |

| Messina 20 marzo 1938 25ª giornata | Messina         | 0 – 0 | Brescia | Campo Gazzi\| Arbitro: \| Tonnetti (Roma) \| |
| Arbitro:                           | Tonnetti (Roma) |       |         |                                              |

| Arbitro: | Gnocchini (Como) |

|              |           |  |
| Reggiani 24’ | Marcatori |  |

| Arbitro: | Biancone (Roma) |

|          |           |                  |
| Manna 9’ | Marcatori | 71’ (rig.) Palma |

| Arbitro: | Mastellari (Bologna) |

|              |           |           |
| Raffaini 14’ | Marcatori | 9’ Viganò |

| Arbitro: | Tonnetti (Roma) |

|                         |           |             |
| Andreis 57’ Biagini 83’ | Marcatori | 19’ Rovelli |

| Arbitro: | Neri (Vicenza) |

|              |           |                              |
| Reggiani 76’ | Marcatori | 8’ Faccenda 25’, 62’ Bertoni |

| Arbitro: | Moretti (Genova) |

|                               |           |  |
| Zironi 35’ Sentimenti III 63’ | Marcatori |  |

| Arbitro: | Soliani (Genova) |

|                               |           |                                                     |
| Cavagnini 39’ Bergamaschi 88’ | Marcatori | 7’, 72’ (rig.) Formenton 30’ Diotalevi 47’ Castello |

| Arbitro: | Capitanio (Venezia) |

|                                    |           |            |
| Zuccotti 3’ Palma 39’ Correnti 62’ | Marcatori | 32’ Coccia |

| Arbitro: | Scotto (Savona) |

|  |           |              |
|  | Marcatori | 77’ Zuccotti |

### Coppa Italia
| Arbitro: | Soliani (Genova) |

|  |           |                                     |
|  | Marcatori | 44’ Reggiani 59’, 76’, 80’ Raffaini |

| Arbitro: | Mazza (Torre del Greco) |

|  |           |              |
|  | Marcatori | 55’ Zuccotti |

| Arbitro: | Bertolio (Torino) |

|                             |           |                |
| Dusi 64’, 104’ Zuccotti 97’ | Marcatori | 43’ Scarabello |

| Arbitro: | Mazzarini (Roma) |

|                           |           |                                                |
| Zuccotti 63’ Raffaini 84’ | Marcatori | 26’, 51’ Citterio 30’, 34’, 35’ Palumbo 76’ Bo |

## Statistiche
Statistiche aggiornate al 17 luglio 1938.

### Statistiche di squadra
| Competizione | Punti | In casa | In casa | In casa | In casa | In casa | In casa | In trasferta | In trasferta | In trasferta | In trasferta | In trasferta | In trasferta | Totale | Totale | Totale | Totale | Totale | Totale | DR  |
| Competizione | Punti | G       | V       | N       | P       | Gf      | Gs      | G            | V            | N            | P            | Gf           | Gs           | G      | V      | N      | P      | Gf     | Gs     | DR  |
| ------------ | ----- | ------- | ------- | ------- | ------- | ------- | ------- | ------------ | ------------ | ------------ | ------------ | ------------ | ------------ | ------ | ------ | ------ | ------ | ------ | ------ | --- |
| Serie B      | 21    | 16      | 6       | 3       | 7       | 22      | 25      | 16           | 1            | 4            | 11           | 8            | 22           | 32     | 7      | 7      | 18     | 30     | 47     | -17 |
| Coppa Italia | -     | 2       | 1       | 0       | 1       | 5       | 7       | 2            | 2            | 0            | 0            | 5            | 0            | 4      | 3      | 0      | 1      | 10     | 7      | +3  |
| Totale       | -     | 18      | 7       | 3       | 8       | 27      | 32      | 18           | 3            | 4            | 11           | 13           | 22           | 36     | 10     | 7      | 19     | 40     | 54     | -14 |

### Statistiche dei giocatori
| Giocatore      | Serie B  | Serie B | Coppa Italia | Coppa Italia | Totale   | Totale |
| Giocatore      | Presenze | Reti    | Presenze     | Reti         | Presenze | Reti   |
| -------------- | -------- | ------- | ------------ | ------------ | -------- | ------ |
| C. Albini      | 30       | 1       | 3            | 0            | 33       | 1      |
| L. Barbareschi | 8        | 0       | 4            | 0            | 12       | 0      |
| M. Bergamaschi | 29       | 1       | 4            | 0            | 33       | 1      |
| R. Bonometti   | 6        | 0       | -            | -            | 6        | 0      |
| G. Cavagnini   | 7        | 2       | 1            | 0            | 8        | 2      |
| R. Cervati     | 16       | 0       | -            | -            | 16       | 0      |
| V. Chiodi      | 8        | 0       | 1            | 0            | 9        | 0      |
| M. Cingano     | 11       | 0       | -            | -            | 11       | 0      |
| G. Correnti    | 15       | 4       | -            | -            | 15       | 4      |
| A. Dusi        | 15       | 1       | 3            | 2            | 18       | 3      |
| N. Filippelli  | 6        | 0       | -            | -            | 6        | 0      |
| B. Frisoni     | 1        | 0       | -            | -            | 1        | 0      |
| G. Gasparini   | 28       | 0       | 3            | 0            | 31       | 0      |
| G. Magri       | 17       | -23     | 1            | 0            | 18       | -23    |
| S. Montipò     | 12       | 0       | 2            | 0            | 14       | 0      |
| B. Palma       | 32       | 7       | 4            | 0            | 36       | 7      |
| E. Raffaini    | 26       | 6       | 3            | 4            | 29       | 10     |
| E. Reggiani    | 24       | 2       | 4            | 1            | 28       | 3      |
| G. Romano      | 1        | -1      | -            | -            | 1        | -1     |
| V. Rovelli     | 25       | 2       | 4            | 0            | 29       | 2      |
| B. Smerzi      | 14       | -23     | 3            | -7           | 17       | -30    |
| A. Tosi        | 1        | 0       | -            | -            | 1        | 0      |
| Zafferini      | 1        | 0       | -            | -            | 1        | 0      |
| G. Zorza       | 4        | 1       | -            | -            | 4        | 1      |
| G. Zuccotti    | 13       | 3       | 4            | 3            | 17       | 6      |